# Košnica
Košnica falu Horvátországban Krapina-Zagorje megyében. Közigazgatásilag Desinićhez tartozik.

## Fekvése
Krapinától 19 km-re, községközpontjától 3 km-re nyugatra a Horvát Zagorje északnyugati részén fekszik.

## Népessége
| Lakosok száma | 266  | 105  | 75   |
|               | 1910 | 2001 | 2021 |

## Története
A településnek 1857-ben 139, 1910-ben 266 lakosa volt. Trianonig Varasd vármegye Pregradai járásához tartozott. A településnek 2001-ben 105 lakosa volt.

## Külső hivatkozások
Desinić község hivatalos oldala